# Matthew of Crambeth
Matthew of Crambeth († zwischen 16. März und 18. Juli 1309) war ein schottischer Geistlicher und Diplomat. Ab 1288 war er Bischof von Dunkeld.

## Herkunft und Aufstieg zum Bischof
Matthew of Crambeth entstammte einer Adelsfamilie, die sich nach ihrem Besitz Crambeth bei Kinross benannte. Er wurde Geistlicher und nach dem 13. Dezember 1283 Dekan der Kathedrale von Aberdeen, dazu war er Kanoniker der Kathedrale von Dunkeld. Nach dem Tod von Bischof William von Dunkeld Ende 1287 oder Anfang 1288 wurde er vom Kathedralkapitel zum Bischof des Bistums Dunkeld gewählt. Zur Bestätigung seiner Wahl reiste Crambeth zur Kurie nach Rom, wo die Wahl am 10. April 1288 bestätigt wurde. Crambeth wurde noch am gleichen Tag, nach anderen Angaben am 19. April 1288 von Papst Nikolaus IV. zum Bischof geweiht. Womöglich hatten die beiden Bischöfe William Fraser von St Andrews und Robert Wishart von Glasgow, die zugleich auch als Guardians of Scotland mit die Regentschaft ausübten, die Wahl von Crambeth gefördert. Im Gegenzug unterstützte Crambeth in den nächsten Jahren die Politik der beiden Bischöfe. Dazu erbte Crambeth die kleine Herrschaft seiner Familie. Ab März 1290 nahm er an den Verhandlungen mit England teil, die schließlich im Juli zum Abschluss des Vertrags von Birgham führten.

## Rolle im Thronfolgestreit
Als nach dem Tod der Thronerbin Margarete im Oktober 1290 die schottische Thronfolge völlig offen war, besiegelte Crambeth zusammen mit Bischof Wishart am 14. Juni 1291 die Aufforderung des Regentschaftsrats an den englischen König Eduard I., über die Thronfolge zu entscheiden. Deshalb erkannten sie auch die Oberherrschaft des englischen Königs an. Der englische König berief daraufhin eine Versammlung unter seinem Vorsitz an, die über die Ansprüche der Thronanwärter entscheiden sollte. Crambeth nahm als Vertreter des Thronanwärters Robert de Brus an dieser Versammlung teil. Der englische König entschied jedoch im Oktober 1292, dass John Balliol die berechtigtsten Ansprüche auf den schottischen Thron hatte. Daraufhin wurde Balliol im November als König inthronisiert.

## Rolle als Diplomat
In den nächsten Jahren kam es zwischen Balliol und dem englischen König zunehmend zu Spannungen, weil der englische König weiterhin die Oberhoheit über Schottland beanspruchte. Crambeth gehörte zu den vier schottischen Gesandten, die im Sommer 1295 zu Bündnisverhandlungen nach Frankreich reisten und im Oktober 1295 ein Bündnis mit dem französischen König schlossen. Dieses französisch-schottische Bündnis kam einer Kriegserklärung an England gleich, da sich England und Frankreich im Krieg befanden. Der englische König führte 1296 einen raschen Feldzug nach Schottland, besiegte das schottische Heer und zwang Balliol zur Abdankung. Anschließend übernahm Eduard I. selbst die Herrschaft über Schottland. Crambeth war offenbar nach dem Abschluss der Verhandlungen in Frankreich geblieben. Nach dem englischen Sieg versuchte er, am französischen Hof weiterhin die Interessen der Schotten zu vertreten. 1297 kam es in weiten Teilen Schottlands zu einer Rebellion gegen die englische Herrschaft. Die Führung des Unabhängigkeitskriegs gegen England übernahm erneut ein Regentschaftsrat. Crambeth blieb wahrscheinlich bis 1304 in Frankreich und diente als ständiger schottischer Gesandter. 1303 war er Führer der Gesandtschaft am französischen Hof, die vergeblich versuchte, den Friedensschluss zwischen England und Frankreich zu verhindern. Durch den Frieden zwischen England und Frankreich war Schottland diplomatisch isoliert. Fast alle schottischen Adligen, die noch gegen die Engländer gekämpft hatten, unterwarfen sich nun dem englischen König. Auch Crambeth war bereit, sich dem englischen König zu unterwerfen. Eduard I. gewährte ihm freies Geleit, worauf Crambeth nach Schottland zurückkehrte. Er war vermutlich krank, als er sich im Mai 1304 dem englischen König unterwarf. Er erhielt seine Temporalien sowie seinen persönlichen Landbesitz zurück, der Bogie in Fife, Crambeth, Cockairney und Dalqueich bei Kinross und Auchrannie bei Glenisla zurückerhielt.

## Weitere Tätigkeit
Als Berater des englischen Statthalters John of Brittany nahm Crambeth 1305 an einem von den Engländern einberufenen Parlament in Schottland teil. Als alter Mann unterstützte er ab 1306 die Rebellion von Robert Bruce, der sich zum König der Schotten erklärte und den Kampf gegen die Engländer wieder aufnahm. Crambeth soll noch im März 1309 an dessen ersten Parlament in St Andrews teilgenommen haben. Nach anderen Angaben war Bruce bereits im Oktober 1308 nach Dunkeld gereist, um die Nachfolge von Crambeth zu regeln und um seinen Kandidaten William Sinclar als Bischof durchzusetzen. Im März 1309 war Crambeth todkrank oder bereits tot.
Als Bischof war es Crambeth vermutlich gelungen, mehrere Ämter in seinem Bistum an Verwandte zu vergeben. Ein Hervey of Crambeth diente als Dekan von Dunkeld und fungierte nachweislich 1300 und 1302 als Generalvikar.
Crambeth hatte wesentlichen Anteil am Erhalt der schottischen Unabhängigkeit, dabei wird aber seine Rolle in zahlreichen Geschichtsschreibungen wenig beachtet.